# Prothade
Saint Prothade ou Protade, en latin Protadius Vesuntinus, est un prélat franc, mort en 624.
Il était parent d’un maire du palais de Bourgogne. Vers 612, il succéda, comme évêque de Besançon, à Nicet, se signala par son zèle à maintenir l’intégrité du dogme et de la discipline et acquit une grande réputation de prudence et de sagesse, qui lui valut d’être fréquemment consulté par le roi Clotaire II. L’Église l’honore le 10 février.

## Œuvres
On a de lui un Rituel, publié par Dunod dans les Preuves de l’histoire de l’église de Besançon, d’après un manuscrit du XIIe siècle.

## Source
« Prothade », dans Pierre Larousse, Grand dictionnaire universel du XIXe siècle, Paris, Administration du grand dictionnaire universel, 15 vol., 1863-1890 [détail des éditions].